# La Barre-en-Ouche
La Barre-en-Ouche är en kommun i departementet Eure i regionen Normandie i norra Frankrike. Kommunen ligger i kantonen Beaumesnil som tillhör arrondissementet Bernay. År 2018 hade La Barre-en-Ouche 861 invånare.

## Befolkningsutveckling
Antalet invånare i kommunen La Barre-en-Ouche
Referens:INSEE